# Encephalitozoon
Encephalitozoon es un género de microsporidios, hongos que, aunque como tales contienen los orgánulos típicos de las células eucariotas, carecen de mitocondrias por reducción evolutiva provocada por el hecho de ser parásitos. Como todo microsporidio, Encephalitozoon forma esporas unicelulares características, de las que sale un túbulo, a través del cual el esporoplasma pasa a inocular a una célula huésped.

## Patogenia
Encephalitozoon puede causar enfermedades en seres humanos, fundamentalmente diarrea crónica en pacientes con VIH. Las especies más frecuentemente aislados en pacientes con encefalitozoonosis son E. helleri y E. intestinalis, las cuales suelen causar conjuntivitis, sinusitis y afectación de los aparatos respiratorio y genitourinario. La especie E. cuniculi es un parásito intracelular que causa una infección del sistema nervioso central en roedores, lagomorfos (como los conejos), primates y algunos carnívoros. Las infecciones por especies del género Encephalitozoon responden bien al tratamiento con albendazol.

## Ciclo de vida: Encephalitozoon Intestinalis

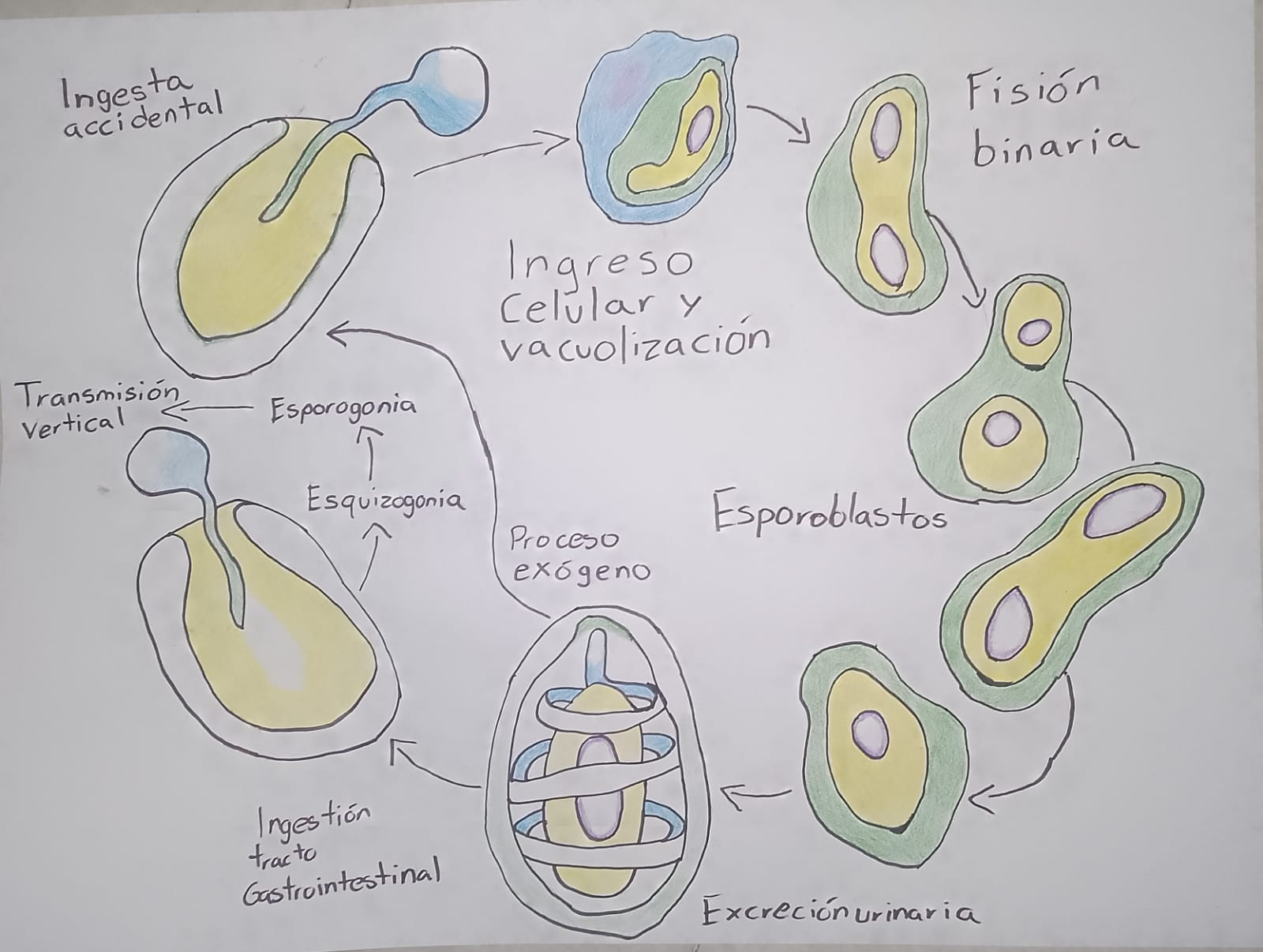
Basada en Epidemiología de Encephalitozoon Intestinalis

Las esporas están protegidas por una pared que consta de tres capas: un ectodermo denso, un endosporofito intermedio ancho, que parece no tener estructura quitinosa, y un retículo endoplásmico delgado. Dentro de este caparazón resistente y duradero se encuentra un citoplasma, que alberga el núcleo y el citoplasma, todos los cuales se transfieren a la célula huésped durante la infección. En la mayoría de los casos, tienen dos núcleos que están estrechamente unidos para formar un núcleo doble.
La mitad anterior de la espora contiene un aparato parecido a una jabalina con largos filamentos polares filamentosos que envuelven la mitad posterior de la espora. La parte anterior de la fibra polar está rodeada por una membrana que forma el núcleo polar. Detrás de los filamentos polares se encuentra una vacuola posterior.
Una vez en el tracto gastrointestinal, las esporas se activan para iniciar el proceso de infección al alterar el pH y la relación de concentración de cationes/aniones. Después de la activación, se produce la hinchazón del polo y la vacuola posterior, lo que da como resultado un marcado aumento de la presión en la pared rígida de la espora. Esta presión se debe a la rápida penetración del agua a través de los canales de acuaporina de la membrana plasmática.
El proceso de entrada del esporoblasto en la célula es muy similar a una inyección intracelular, en que la jeringa consta de una pared rígida de esporas, la aguja está formada por un tubo polar y el émbolo es el producto presurizado de esporulación dentro de la jeringa. por diversos mecanismos. Después de ingresar a la célula huésped, tienen lugar dos etapas principales de su desarrollo. La primera es la fase proliferativa de fisión o múltiplos, y la segunda es la fase de desarrollo y maduración de esporas. Durante la fase proliferativa, la división nuclear ocurre varias veces antes de que ocurra la división celular, resultando formas redondeadas de plasmodio multinucleado.